# Lillian Bouçada de Barros
Lillian Bouçada de Barros é uma investigadora portuguesa, reconhecida internacionalmente pelas suas contribuições nas áreas da química analítica, ciência dos alimentos e biocompostos. É autora de diversos artigos científicos altamente citados (somando mais de 33 mil citações até 2025) e tem uma atuação destacada em projetos de investigação na Europa.
Tem um forte interesse na química dos produtos naturais, com ênfase na extração, identificação, fracionamento e isolamento de compostos químicos presentes em matrizes naturais, particularmente em matrizes alimentares. Dedica-se também ao estudo de nutracêuticos e alimentos funcionais, com foco no desenvolvimento de formulações alimentares inovadoras com propriedades funcionais. A sua principal linha de investigação centra-se na caracterização química e avaliação biológica de matrizes naturais locais, especialmente produtos alimentares.

## Formação académica
Lillian Barros é licenciada em Engenharia Biotecnológica pelo Instituto Politécnico de Bragança (IPB), e mestre e doutorada em Nutrição e Bromatologia pela Universidade de Salamanca (2008), em Espanha.

## Carreira
Atualmente é Investigadora Principal no Centro de Investigação de Montanha (CIMO) do Instituto Politécnico de Bragança (IPB), onde exerce igualmente as funções de vice-coordenadora do CIMO e vice-diretora do Laboratório Associado para a Sustentabilidade e Tecnologia em Regiões de Montanha (SusTEC). Além disso, integra os seguintes conselhos e comités:
- Membro do Conselho Consultivo Científico do Fundo de Ciência da República da Sérvia (desde 2022);
- Membro do Conselho Consultivo Científico (SAB) do CBIOS – Centro de Investigação em Biociências e Tecnologias da Saúde da Universidade Lusófona, Portugal (desde 2022);
- Membro da Comissão Científica do Pacto Português para os Plásticos, da Associação Smart Waste Portugal (desde 2021);
- Investigadora Principal na Atividade 3 – "Investigação e Inovação" do projeto Colab ‘Aquavalor’ – Centro de Valorização e Transferência de Tecnologia da Água (desde 2021);
- Membro do Conselho Técnico-Científico do Água Campus da Universidade de Vigo (desde 2021);
- Vice-diretora do SusTEC – Laboratório Associado para a Sustentabilidade e Tecnologia em Regiões de Montanha (desde 2021);
- Membro do Conselho Consultivo Científico do PANDA – Aliança Pan-Balcânica de Produtos Naturais e Associações de Descoberta de Fármacos (desde 2020);
- Presidente do Conselho Técnico-Científico do MORE Colab – Laboratório Colaborativo de Investigação em Montanha (desde 2020);
- Vice-coordenadora do Centro de Investigação de Montanha do Instituto Politécnico de Bragança (CIMO-IPB), Portugal (desde 2020);
- Membro do Conselho Técnico-Científico da Portugal Foods (desde 2019).

### Produção científica
Publicou mais de 800 documentos científicos, incluindo artigos de investigação, revisões e editoriais, nas revistas de maior fator de impacto na área da Ciência e Tecnologia Alimentar (índice h de 90, SCOPUS, janeiro de 2025). A sua produção científica tem sido altamente relevante, alcançando posições de destaque nos rankings mundiais (Highly Cited Researcher desde 2016, Clarivate). Editou 5 livros (Wiley-Blackwell, Frontiers in Science, Springer, Bentham e Elsevier) e é autora de vários capítulos de livros. É também inventora em 14 patentes registadas.
É editora associada da revista Food & Function, membro do conselho editorial das revistas Molecules, Nutrition and Food Science Technology e Journal of Composition, e coordena números especiais permanentes nas revistas Antioxidants e Foods. Atualmente, é também editora convidada de diversos números especiais, tendo já concluído vários outros.
Mantém colaborações internacionais e é Investigadora Principal (PI) e/ou membro de vários projetos de investigação financiados, com diferentes tipologias (últimos 5 anos): 6 projetos I&D financiados pela FCT; 3 projetos de cooperação bilateral da FCT (Sérvia, Brasil e Tunísia); 14 projetos de transferência de tecnologia; 4 projetos mobilizadores; e 14 projetos internacionais – 5 PRIMA, 2 BBI, 5 POCTEP e 1 SUDOE (Interreg).
A sua atividade científica tem despertado interesse e levou à supervisão de investigadores: 9 pós-doutoramentos concluídos (3 em curso), 13 doutoramentos concluídos (20 em curso), 63 dissertações de mestrado concluídas (3 em curso) e 10 teses de licenciatura concluídas. Supervisionou também mais de 70 investigadores internacionais visitantes, incluindo pós-docs e doutorandos no CIMO. Realizou diversas visitas de investigação científica internacionais que contribuíram para a aquisição de novos conhecimentos e crescimento científico.
Participou em comissões organizadoras de conferências científicas, proferiu palestras por convite em conferências nacionais e internacionais e apresentou mais de 1200 comunicações (orais e em poster), incluindo artigos em livros de atas de conferências. Foi membro de júris de defesas de teses de doutoramento e mestrado, e possui também experiência de ensino.

## Reconhecimento e prémios
- 2023 – Clarivate Analytics Distinction. Highly Cited Researchers (Top 1%) 2023;[5]
- 2022 – Clarivate Analytics Distinction. Highly Cited Researchers (Top 1%) 2022;[5]
- 2022 – Distinção - Integração na 4.ª edição do livro *Women in Science*. Centro Ciência Viva, Lisboa, Portugal.
- 2022 – Research.com Recognitions: Awards & Achievements. Biology and Biochemistry in Portugal Leader Award;[6]
- 2022 – Best Scientists in Polytechnic Institute of Bragança - H-Index Ranking, 2022;[7]
- 2021 – Clarivate Analytics Distinction. Highly Cited Researchers (Top 1%) 2021;[5]
- 2021 – Distinção "Mujeres ingenieras 2021", Ordem Oficial de Agrimensores e Engenheiros Técnicos Industriais da província de Zamora;
- 2020 – Clarivate Analytics Distinction. Highly Cited Researchers (Top 1%) 2020;[5]
- 2020 – Lista dos Top 2% Cientistas do Mundo, carreira e ano, desde 2020. Elaborada pela Universidade de Stanford (EUA);
- 2018 – Clarivate Analytics Distinction. Highly Cited Researchers (Top 1%) 2018;[5]
- 2017 – Clarivate Analytics Distinction. Highly Cited Researchers (Top 1%) 2017;[5]
- 2016 – Thomson Reuters Distinction. Highly Cited Researchers (Top 1%) 2016;
- 2009 – Prémio Extraordinário de Doutoramento 2008/2009, Universidade do Porto (UP), Portugal.